# Bulbophyllum gautierense
Bulbophyllum gautierense là một loài phong lan thuộc chi Bulbophyllum.